# Giovanni Roccardi
Giovanni Roccardi (* 6. Juli 1912 in Serrone; † unbekannt) war ein italienischer Marineoffizier und Filmemacher.
Roccardi ergriff eine Militärkarriere und wurde so Offizier bei der italienischen Marine. Er war begeisterter Amateurfilmer, der bald für dokumentarische Stoffe zu seinem beruflichen Themenumfeld engagiert wurde. Dabei schuf er v. a. Werke mit meeresbezogenen Themen („La pesca delle spugne“, „KM 618“, „Nei regni del mare“, „Oasi nell’Artide“ etc.), für die er auch zahlreiche Unterwasseraufnahmen produzierte und drehte. Neben wenigen abendfüllenden vom Dokumentarischen stark beeinflussten Filmen zeichnete Roccardi für eine Handvoll abenteuerliche Stoffe als (Ko-)Regisseur verantwortlich. In den 1970er Jahren ging er zum Fernsehen und legte einige Drehbücher für die Werke von Kollegen vor.

## Filmografie (Auswahl)
- 1952: Weiße Frau in Afrika (Africa sotto i mari) (Regie, Drehbuch, Unterwasserszenen)
- 1957: L’Oceano ci chiama (Regie, Drehbuch, Schnitt)
- 1962: Das Todesauge von Ceylon (Regie der italienischen Version)
- 1965: La violenza dei dannati (Regie, Drehbuch)
- 1977: La riva di Charleston (Fernsehfilm)